# Meinungskorridor
Meinungskorridor ist eine Metapher für den Bereich akzeptabler Meinungen in Diskussionen. Er ist ein soziopolitischer Begriff, der 2013 von Henrik Oscarsson, Professor für Politikwissenschaft an der Universität Göteborg, geprägt wurde. Der Begriff ist umstritten. Verwandte Begriffe sind das Overton-Fenster für politische Diskussionen sowie manche der Hallin-Sphären für politische Diskussionen in der Presse. Der Begriff wird vor allem in Schweden (schwedisch åsiktskorridor) und Norwegen (norwegisch meningskorridor) verwendet. Der Begriff wurde vom Rat für Schwedische Sprache in die Liste schwedischer Neologismen aufgenommen.

## Eigenschaften
Im Jahr 2013 beschrieb Oscarsson seinen Eindruck, dass die Grenzen der Meinungsfreiheit in Schweden enger würden. Beispiele für verbreitete Meinungen, die in der Öffentlichkeit selten geäußert würden, sind:
- 14 % der Schweden befürworten eine Einschränkung der Abtreibung
- 40 % der Schweden befürworten eine Einschränkung der Zuwanderung von Flüchtlingen
- 60 % der Schweden befürworten eine Ausweitung der Tierrechte
- 50 % der Schweden lehnen eine Adoption durch Homosexuelle ab
- 20 % der Schweden befürworten die Todesstrafe für Mörder
- 25 % der Schweden befürworten eine Zunahme der Wolfspopulation
- 10 % der Schweden befürworten eine Minderung der Subventionen für Windenergie
- 5 % der Schweden befürworten eine Abschaffung der Abschlussfeiern in Kirchen

Oscarsson folgerte, dass Gesetzgeber einen gemäßigteren und respektvolleren Umgang mit abweichenden Meinungen haben sollten.
Im Februar 2015 veröffentlichte Expressen Herausgeberin Ann-Charlotte Marteus eine Entschuldigung dafür, Teil des „Aufbaus eines Korridors, der eine konstruktive Debatte über Migration und Integration verhinderte“ zu sein. Sie schrieb, dass es etwas war, das sie um 2002 anfing, als Sprachtests debattiert wurden und die Schwedendemokraten begannen, einflussreicher zu werden. Sie befürchtete auch, dass das politische Klima Schwedens dem von Dänemark ähnlicher werden würde.

”Sverige blev inte som Danmark, tack och lov. Kanske hjälpte åsiktskorridoren. Men priset blev högt: självcensur på bred front, rädsla för att undersöka verkligheten förbehållslöst, minskad tilltro till argumentens makt. Och som resultat en fördummad offentlighet, moralfebriga politiker och samhällsproblem som borde ha uppmärksammats och åtgärdats för länge sedan. Det blev en dyr korridor.”

„Schweden ist nicht wie Dänemark geworden, Gott sei Dank. Vielleicht hat der Meinungskorridor geholfen. Aber der Preis war hoch: Selbstzensur auf breiter Front, Angst davor, die Realität vorbehaltlos zu erkunden, verringerte das Vertrauen in die Macht der Argumente. Und infolgedessen eine verdummte Öffentlichkeit, moralisch böswillige Politiker und gesellschaftliche Probleme, die längst hätten bemerkt und angegangen werden müssen. Es wurde ein teurer Korridor.“

### Andere Beobachtungen
Erik Helmersson von Dagens Nyheter schrieb, dass Schweden viele Meinungskorridore hat, in denen Leute selten die Normen innerhalb der Gruppe in Frage stellen. Er beschuldigt die schwedische „Kultur des Konsenses“ und dass der soziale Aufwand für die Darstellung einer gegensätzlichen Meinung zu hoch ist. Er lobt auch Regisseurin Stina Oscarson für ihren neuen Ausdruck „Testrede“ und erklärt, es sei wichtig, den Menschen zu erlauben, neue Denkweisen auszuprobieren, ohne von Schuld und Beleidigungen erstickt zu werden.
Alice Teodorescu hat erklärt, sie wolle „den Meinungskorridor niederreißen“ und Vergleiche mit totalitären Systemen angestellt. Sie äußerte, dass wir in einer Zeit leben, in der es als mutig gelte, frei zu denken, obwohl dies nicht verboten sei.

## Statistische Forschung
Im ersten Quartal 2015 führte das schwedische Meinungsforschungsinstitut Demoskop eine Umfrage mit dem Titel „Wer wagt es, über seine Meinung zu sprechen?“ durch. Sie beobachteten die folgenden Trends:
- Verstärktes Zögern bei Debatten mit Personen außerhalb der üblichen sozialen Kreise
- Menschen mit linken Ideologien sprechen offener, während diejenigen, die sich als national orientiert oder konservativ identifizieren, das Gefühl haben, dass sie mehr Einschränkungen haben
- Mehrheiten laufen Gefahr, als Minderheiten dargestellt zu werden
- Einwanderung ist das Thema, in dem sich die meisten Leute beschränkt fühlen

## Kritik
Der Politiker Per Altenberg von den schwedischen Liberalen, der sich nicht mit der Forschung von Oscarsson befasste, bestritt die Existenz des Meinungskorridors und behauptete, dass der Korridor nicht diskutiert werden sollte in seinem Meinungsbeitrag mit dem Titel "Det finns inte någon åsiktskorridor" (Es gibt keinen Meinungskorridor). Er forderte, das man den Meinungskorridor loswerden solle und diese ganze Debatte darüber beenden, dass es Dinge gebe, die in Schweden nicht gesagt werden könnten.
Kolumnistin Malin Ullgren von Dagens Nyheter verurteilte die Verwendung des Begriffs und beschreibt ihn als ein rhetorisches Mittel, mit dem die äußerste Rechte die Stabilität der Gesellschaft untergrabe. Sie gibt an, dass Rechtsextremisten jahrelang die systematische Erosion der Grenzen des Anstands betrieben hätten, um ihre Agenden voranzutreiben, und dass die Rechte ihre Agenden frei zum Ausdruck brächten. Sie meinte dazu, dass Wahnvorstellungen über Meinungskorridore oder Vertuschung der Wahrheit durch die Elite die Demokratie aktiv untergraben würden.